# Хохлова Світлана Анатоліївна
Світлана Хохлова (2 жовтня 1984) — білоруська плавчиня.
Учасниця Олімпійських Ігор 2004, 2008, 2012 років.
Призерка Чемпіонату Європи з водних видів спорту 2004, 2008 років.
Призерка Чемпіонату Європи з плавання на короткій воді 2002, 2006, 2011, 2012, 2015 років.